# Ventania
Ventania è un comune del Brasile nello Stato del Paraná, parte della mesoregione del Centro Oriental Paranaense e della microregione di Telêmaco Borba.
Il comune venne creato nel 1993. La città si trova a 163 km dalla capitale Curitiba.